# Oxkutzcab
Oxkutzcab (del maya: Oox k'úuts kaab ‘Lugar del Ramón, tabaco y miel pronunciaciónⓘ’) es una ciudad cabecera del municipio del mismo nombre ubicada en el sur del estado mexicano de Yucatán, a unos 111 km de Mérida, la capital de la entidad. Con una población de 26,175 habitantes en su mayoría de ascendencia maya según el censo efectuado por el INEGI en 2020, es la 10.a ciudad más poblada del estado. Oxkutzcab es un centro agrícola, enfocado principalmente a la producción de frutas tropicales como cítricos, zapote, aguacate, mango, papaya, mamey, huayas, saramuyos y ciruelas.

## Toponimia
Oxkutzcab [oʃkˀut͡sˈkab] proviene del maya yucateco y significa "Lugar del Ramón (oox), tabaco (k'úuts) y miel (kaab)", aunque también puede significar "Tierra o Lugar de tres pavos de monte" por derivarse del número tres (óox), pavo (kuuts) y tierra (kaab).

## Historia

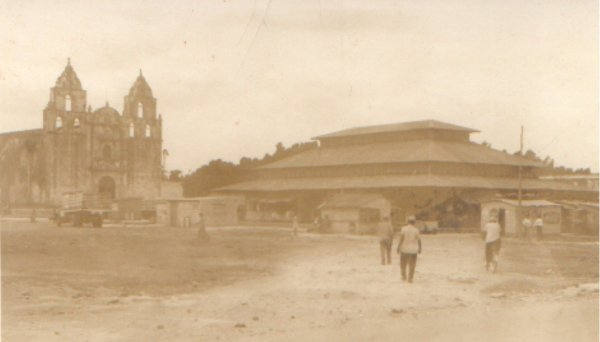
Antiguo mercado de Oxkutzcab construido en 1940 por Genaro Vázquez Sosa, al fondo se aprecia la iglesia de San Francisco.

Oxkutzcab tiene una historia que se remonta a las épocas precolombinas, a la caída del señorío maya de Mayapán, Oxkutzcab se convirtió en capital de un señorío regional gobernado la familia de los tutul xiu. En 1550 los españoles fundaron la actual población, alrededor de una misión atendida por sacerdotes franciscanos.
Oxkutzcab recibió la categoría de ciudad, por primera vez, a inicios del siglo XIX. Durante la Guerra de Castas en 1847 la ciudad fue tomada y saqueada por los mayas rebeldes, posteriormente el Ejército mexicano la recuperó y fue reconstruida. En 1879 fue completado el ferrocarril que la enlazó con Mérida. 
En la historia moderna de este municipio, es nombrada ciudad el 16 de abril de 2004 en sesión de Cabildo, siendo presidente municipal el Tec. José Gualberto Ayora Cámara. 
Cuentan los ancianos de la población que el nombre original fue Ooxputcaj, cuyo significado en maya es: oox:tres,put: llevar, traer o cargar, caj:pueblo; es decir pueblo tres veces acarreado o fundado o que ha ido al éxodo tres veces. Lo anterior es consistente con el hecho de que Oxkutzcab se fundó en el área conocido como San Juan, posteriormente se trasladó al barrio de San Antonio y por último la población fue llevada a lo que hoy es el centro. 
En cada uno de los tres sitios donde ha sido fundada la población, se construyeron norias para abastecerse de agua que aún existen.

## Sitios de interés
En esta población se encuentran edificios históricos como el ex convento y la iglesia de San Francisco de Asís, la ermita de la virgen del Pilar con su capilla, la capilla de San Esteban, la exestación de ferrocarril, el palacio municipal así como algunos lugares arqueológicos de la ruta Puuc, como Loltún, Labná, Sayil  y Xlapak. Así como lugares históricos como la Hacienda Tabi que se encuentra en el municipio de Ticul,, pero a la que se accede por Oxkutzcab.

## Datos de interés
El evento más importante de la ciudad es la "Feria de la Naranja", que se celebra en noviembre o a principios de diciembre. Además de la Feria de la Naranja, donde se hacen exposiciones de la producción agrícola, ganadera y artesanal, se realizan fiestas populares en los meses de abril y agosto, en las que se presentan bonitas vaquerías y corridas de toros. 
Asimismo, "La huerta del estado", como se conoce a Oxkutzcab en varios lugares de Yucatán, es reconocida como cuna de grandes beisbolistas. El béisbol es el deporte más practicado en el municipio.

## Clima
| Parámetros climáticos promedio de Oxkutzcab | Parámetros climáticos promedio de Oxkutzcab | Parámetros climáticos promedio de Oxkutzcab | Parámetros climáticos promedio de Oxkutzcab | Parámetros climáticos promedio de Oxkutzcab | Parámetros climáticos promedio de Oxkutzcab | Parámetros climáticos promedio de Oxkutzcab | Parámetros climáticos promedio de Oxkutzcab | Parámetros climáticos promedio de Oxkutzcab | Parámetros climáticos promedio de Oxkutzcab | Parámetros climáticos promedio de Oxkutzcab | Parámetros climáticos promedio de Oxkutzcab | Parámetros climáticos promedio de Oxkutzcab | Parámetros climáticos promedio de Oxkutzcab |
| Mes                                         | Ene.                                        | Feb.                                        | Mar.                                        | Abr.                                        | May.                                        | Jun.                                        | Jul.                                        | Ago.                                        | Sep.                                        | Oct.                                        | Nov.                                        | Dic.                                        | Anual                                       |
| ------------------------------------------- | ------------------------------------------- | ------------------------------------------- | ------------------------------------------- | ------------------------------------------- | ------------------------------------------- | ------------------------------------------- | ------------------------------------------- | ------------------------------------------- | ------------------------------------------- | ------------------------------------------- | ------------------------------------------- | ------------------------------------------- | ------------------------------------------- |
| Temp. máx. abs. (°C)                        | 36.0                                        | 41.0                                        | 42.0                                        | 43.0                                        | 43.0                                        | 43.0                                        | 47.0                                        | 46.0                                        | 40.0                                        | 39.5                                        | 38.5                                        | 36.0                                        | 47.0                                        |
| Temp. máx. media (°C)                       | 29.6                                        | 31.3                                        | 33.5                                        | 35.7                                        | 37.1                                        | 35.5                                        | 34.7                                        | 34.9                                        | 34.3                                        | 32.4                                        | 30.9                                        | 29.5                                        | 33.3                                        |
| Temp. media (°C)                            | 22.2                                        | 23.3                                        | 25.1                                        | 27.5                                        | 29.1                                        | 28.6                                        | 28.0                                        | 28.1                                        | 27.9                                        | 26.3                                        | 24.2                                        | 22.6                                        | 26.1                                        |
| Temp. mín. media (°C)                       | 14.8                                        | 15.3                                        | 16.6                                        | 19.2                                        | 21.0                                        | 21.8                                        | 21.2                                        | 21.3                                        | 21.4                                        | 20.1                                        | 17.6                                        | 15.7                                        | 18.8                                        |
| Temp. mín. abs. (°C)                        | 3.0                                         | 5.0                                         | 5.0                                         | 6.0                                         | 11.0                                        | 12.0                                        | 16.0                                        | 15.5                                        | 12.0                                        | 9.0                                         | 8.0                                         | 3.5                                         | 3.0                                         |
| Precipitación total (mm)                    | 34.5                                        | 29.6                                        | 46.1                                        | 50.0                                        | 102.6                                       | 169.9                                       | 150.3                                       | 185.6                                       | 208.6                                       | 109.6                                       | 51.8                                        | 48.9                                        | 1187.5                                      |
| Días de precipitaciones (≥ )                | 4.3                                         | 2.9                                         | 3.5                                         | 3.7                                         | 5.7                                         | 11.3                                        | 13.7                                        | 14.0                                        | 13.8                                        | 9.0                                         | 5.1                                         | 4.3                                         | 91.3                                        |
| [cita requerida]                            |                                             |                                             |                                             |                                             |                                             |                                             |                                             |                                             |                                             |                                             |                                             |                                             |                                             |

## Turismo
Las grutas  de Loltún (del maya "flor de piedra") forman parte del sistema cavernoso localizado en el sur del estado de Yucatán, México. Se encuentran 5 km al sur de Oxkutzcab  y 110 km al sureste de Mérida.
Entre los más importantes hallazgos realizados en Loltún se encuentran evidencias de asentamientos humanos que datan del Pleistoceno, pinturas rupestres, (incluyendo manos humanas en negativo, rostros, animales y grecas escalonadas), piezas escultóricas y herramientas mayas  e incluso osamentas de bisonte, mamut y tigre dientes de sable, que representan evidencia de los cambios climatológicos a los que la zona ha estado sometida.